# João Manoel de Borba Neto
João Manoel de Borba Neto (Blumenau, 24 de agosto de 1945) é um advogado e político brasileiro.

## Vida
Filho de Percy João de Borba e de Virgínia Guimarães de Borba, bacharelando-se em direito pela Universidade Federal de Santa Catarina, em 1971.

## Carreira
Foi deputado à Assembleia Legislativa de Santa Catarina na 10ª legislatura (1983 — 1987), eleito pelo Partido do Movimento Democrático Brasileiro (PMDB).
Foi também secretário de Estado da Cultura, Turismo e Esporte de Santa Catarina.